# 松平乗次 (宮石松平家)
松平 乗次（まつだいら のりつぐ）は、戦国時代の武将。父は松平乗元。子に松平元次。宮石松平家の祖。（「宮石」の由来については、乗次が、宮石城を築いたことに由来する。）
元次の後は、貞次（定次）が跡を継ぎ、貞次（定次）の子・宗次は、松平広忠・元康に仕え、桶狭間の戦いに参戦し討死している。宗次の子・康次は高天神城の戦い、小牧・長久手の戦いなどの戦いに参戦し武功を挙げ、徳川家康の五男・松平信吉に仕える。信吉の死後は家康の直属の旗本となり2500石を賜り、宮石松平家は旗本として明治維新に至る。